# Piątkowy system liczbowy
Piątkowy system liczbowy – pozycyjny system liczbowy, w którym podstawą jest liczba 5. Do zapisu liczb potrzebne jest 5 cyfr: 0, 1, 2, 3 i 4.

## Występowanie

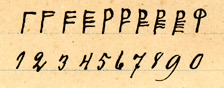
Runiczne cyfry w systemie piątkowym używane w średniowieczu w Skandynawii do zapisu dat

Znane są języki, w których występują liczebniki oparte na systemie piątkowym. Przykładami mogą być gumatj, nunggubuyu, kuurn kopan noot i saraveca.
Wśród tych języków jedynie gumatj jest prawdziwie piątkowy, czyli liczba 25 jest grupą wyższą po 5.
Liczebniki języka gumatj przedstawia następująca tabelka:
| Wartość | Liczebnik                             |
| ------- | ------------------------------------- |
| 1       | wanggang                              |
| 2       | marrma                                |
| 3       | lurrkun                               |
| 4       | dambumiriw                            |
| 5       | wanggang rulu                         |
| 10      | marrma rulu                           |
| 15      | lurrkun rulu                          |
| 20      | dambumiriw rulu                       |
| 25      | dambumirri rulu                       |
| 50      | marrma dambumirri rulu                |
| 75      | lurrkun dambumirri rulu               |
| 100     | dambumiriw dambumirri rulu            |
| 125     | dambumirri dambumirri rulu            |
| 625     | dambumirri dambumirri dambumirri rulu |

## System bi-piątkowy
Często występuje sytuacja, że system piątkowy jest podsystemem innego systemu o wyższej podstawie.
- Dziesiętny system liczbowy w językach wolof i khmerski oraz dwudziestkowy system liczbowy w języku nahuatl i cyfrach Majów.
- Rzymski system zapisywania liczb w specyficzny sposób wyróżnia liczby 1, 5, 10, i 50, które zapisywane są jako I, V, X, i L odpowiednio.
- Jednostki walut są zwykle częściowo lub całkowicie bi-piątkowe.
- Chiński i japoński abakus używa systemu bi-piątkowego do systemu dziesiątkowego w celu ułatwienia obliczeń.